# Rachid Azzouzi
Rachid Azzouzi (n. Fez, Marruecos, 10 de enero de 1971) es un exfutbolista marroquí, que jugaba de mediocampista y militó en diversos clubes de Alemania y China. A pesar de haber nacido en Marruecos, Azzouzi siempre jugó en el extranjero y nunca jugó en un club de su país.

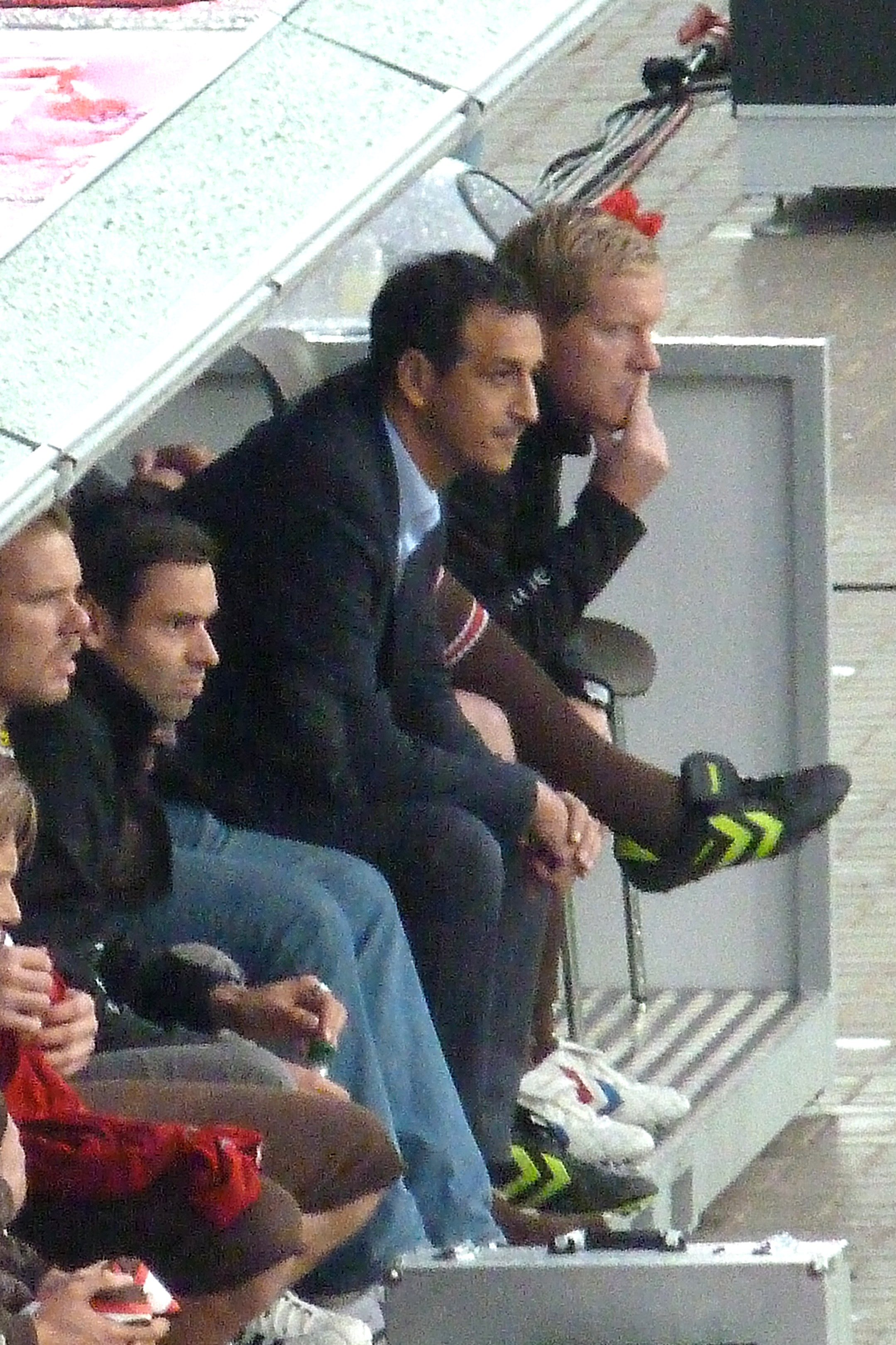
Azzouzi como entrenador del FC St. Pauli.

## Clubes como jugador
| Club                    | País     | Año         |
| ----------------------- | -------- | ----------- |
| FC Colonia              | Alemania | 1988 - 1989 |
| Duisburgo               | Alemania | 1989 - 1995 |
| Fortuna Colonia         | Alemania | 1995 - 1997 |
| Greuther Fürth          | Alemania | 1997 - 2003 |
| Chongqing Dangdai Lifan | China    | 2003        |
| Greuther Fürth          | Alemania | 2004        |

## Selección nacional
Azzouzi jugó 37 partidos internacionales, para la selección nacional marroquí y no anotó goles. Participó en 2 ediciones de la Copa del Mundo FIFA. La primera fue en la edición de Estados Unidos 1994, donde la selección marroquí, fue eliminada de ese mundial en la primera fase, siendo último de su grupo, al no sumar un solo punto y el segundo fue en la edición de Francia 1998, donde su selección nuevamente fue eliminado en la primera fase, aunque esta vez siendo tercero de su grupo con 4 puntos. También participó en los Juegos Olímpicos de Barcelona 1992, donde su selección quedó eliminado en la primera fase, siendo último de su grupo.

## Participaciones en Copas del Mundo
| Mundial                        | Sede           | Resultado    |
| ------------------------------ | -------------- | ------------ |
| Copa Mundial de Fútbol de 1994 | Estados Unidos | Primera fase |
| Copa Mundial de Fútbol de 1998 | Francia        | Primera fase |

## Clubes como entrenador
| Club                 | País     | Año         |
| -------------------- | -------- | ----------- |
| SpVgg Greuther Fürth | Alemania | 2004 - 2012 |
| FC St. Pauli         | Alemania | 2012 - 2014 |
| Fortuna Düsseldorf   | Alemania | 2015 - 2016 |
| SpVgg Greuther Fürth | Alemania | 2017 - Act. |